# Andochius und Thyrsus

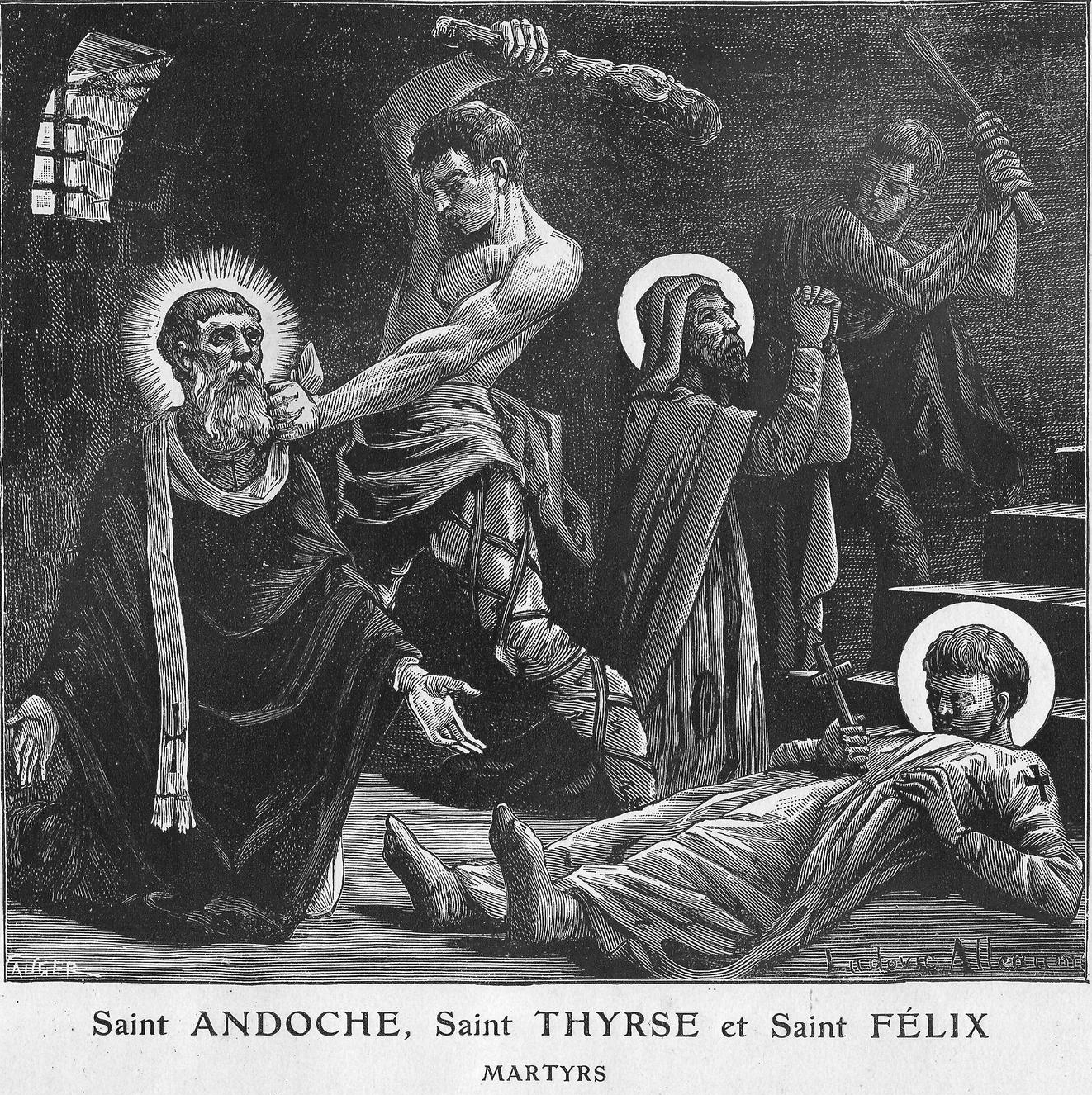
Martyrium von Andochius, Thyrsus und Felix

Die Märtyrer und Heiligengefährten Andochius und Thyrsus (* in Smyrna, † um 178 in oder bei Saulieu, Burgund) stammen aus Kleinasien. Ihr Gedenktag ist der 24. September.

## Vita
Die Legende von Andochius und Thyrsus bezeichnet Basil Watkins als historisch wertlos. Demnach waren beide Schüler von Polykarp von Smyrna; Andochius war Priester, Thyrsus war Diakon. Polykarp sandte sie der Legende zufolge zusammen mit dem Priester Benignus sowie dem Subdiakon Andeolus von Smyrna als Glaubensboten nach Gallien. Von Marseille (Massilia) aus zogen sie entlang der Rhone nach Norden. Andochius und Thyrsus kamen bis nach Saulieu (Sidolocus oder Sedelaucus) in Burgund und wurden von einem aus Autun (Augustodonum) stammenden reichen Kaufmann namens Felix gastlich aufgenommen. Sie bekehrten ihn zum Christentum. Beide starben – zusammen mit ihrem Gastgeber – während der Regierungszeit Kaiser Mark Aurels durch Enthauptung als Märtyrer.

## Verehrung

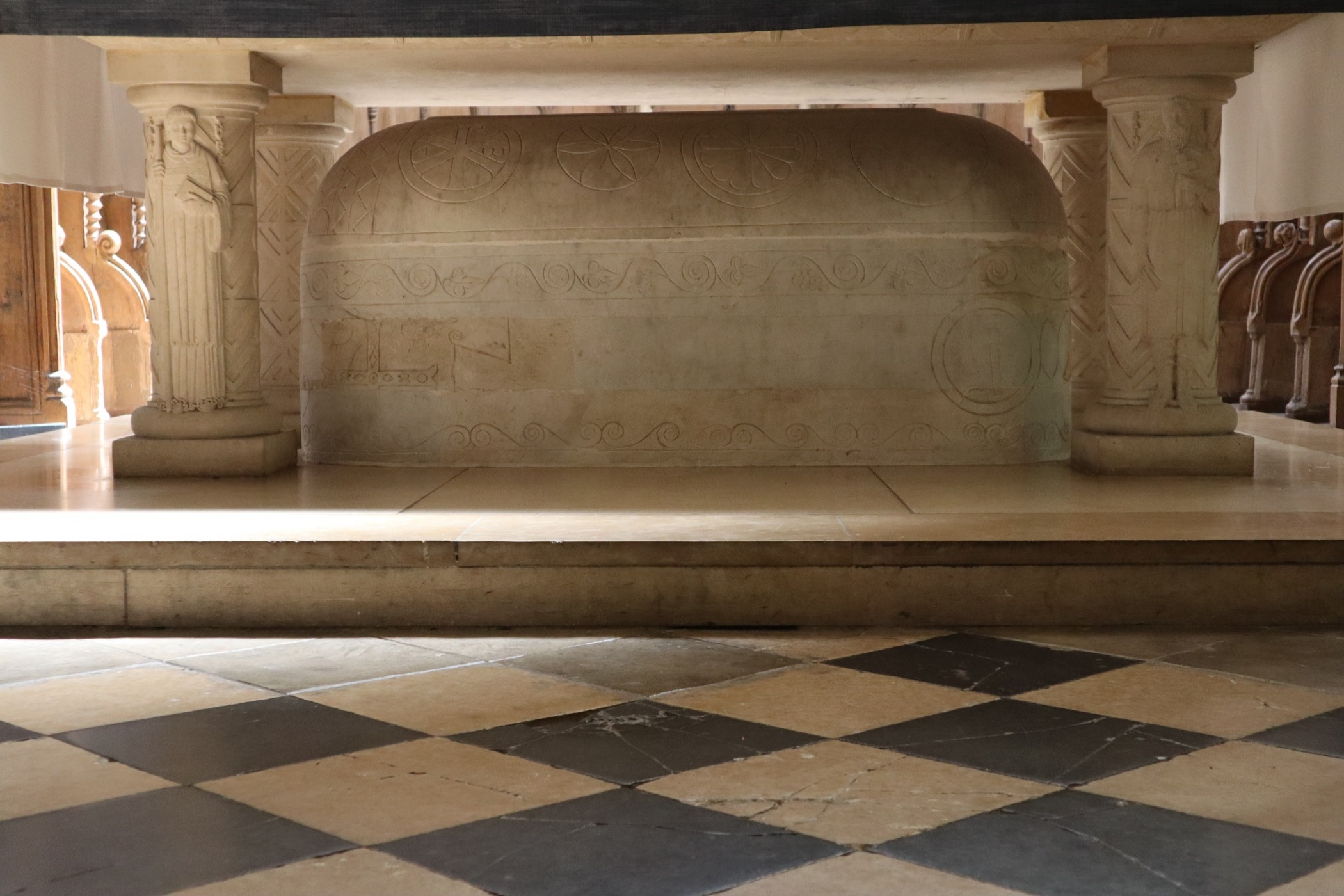
Sarkophag des heiligen Andochius

Andochius und Thyrsus wurden bereits früh vom Volk als Heilige verehrt, doch nur die ca. 15 km südlich von Saulieu gelegene Kirche von Blanot trägt beider Namen. Andochius (Andoche) wurde der Schutzpatron von Saulieu, Thyrsus (Thyrse) wird in Autun verehrt.
Kirchen mit dem Patrozinium des hl. Andochius sind selten; deutlich häufiger ist der Name seines Begleiters St. Thyrse oder San Tirso, wobei allerdings zumeist ein anderer aus Kleinasien stammender Heiliger gleichen Namens gemeint ist. Die Basilika St-Andoche in Saulieu trägt das Patrozinium des hl. Andochius. Im Innern der Kirche befindet sich sein Sarkophag. Auch die Kirche von Beurey trägt seinen Namen.

## Darstellung
Mittelalterliche Darstellungen der beiden Heiligen sind unbekannt. Einige neuzeitliche Fenster der Kathedrale Saint-Benigne in Dijon und der Kirche St-Andoche in Saulieu sind ihnen gewidmet.